# Yunus
Yunus (arabisch يونس, DMG Yūnus) ist ein arabischer bzw. muslimischer männlicher Vorname. Die 10. Sure des Korans ist nach Yunus benannt. Der Name ist abgeleitet von Jona, der seinerseits auf den hebräischen Namen Yonah mit der Bedeutung Taube zurückgeht. Eine arabische Dialekt-Variante des Namens ist Yunis. Die deutschsprachige Form des Namens ist Jonas bzw. Jona. Im Türkischen hat das Wort „Yunus“ auch die Bedeutung Delfin (von Yunus Balığı, wörtlich: der Jonas-Fisch).

## Namensträger

### Historische Zeit
- Yunus (Prophet), Prophet des Islams
- Ibn Yunus (um 951–1009), ägyptischer Astronom und Mathematiker
- Yunus Emre († um 1321), türkischer Dichter und Mystiker
- Yunus Khan (um 1415–1487), Khan der Tschagatai-Mongolen

### Vorname
- Yunus Nadi Abalıoğlu (1879–1945), türkischer Journalist
- Yunus Akgün (* 2000), türkischer Fußballspieler
- Yunus Cumartpay (* 1979), deutscher Schauspieler
- Yunus Emre Gedik (* 1999), türkischer Fußballspieler
- Yunus Kanuni (* 1957), tadschikisch-afghanischer Politiker
- Yunus Malli (* 1992), deutscher Fußballspieler
- Yunus Musah (* 2002), amerikanisch-englischer Fußballspieler
- Yunus Özmusul (* 1989), türkischer Handballtorwart
- Yunus Sarı (* 1991), türkischer Taekwondoin
- Yunus Yıldırım (* 1970), türkischer Fußballschiedsrichter

### Familienname
- Alamsyah Yunus (* 1986), indonesischer Badmintonspieler
- Muhammad Yunus (* 1940), bangladeschischer Wirtschaftswissenschaftler
- Leyla Yunus (* 1955), aserbaidschanische Menschenrechtsaktivistin
- Tariq Yunus (1946–1994), indischer Schauspieler

## Weiteres
- Name der 10. Sure des Koran
- Yunus-Emre-Moschee, Name zahlreicher nach Yunus Emre benannter Moscheen
- Yunus-Nadi-Preis, türkischer Literaturpreis